# Zilzer Hajnalka
Zilzer Hajnalka (Budapest, 1893. június 24. – Budapest, 1947. március 27.) magyar szobrász, keramikus, Zilzer Antal festőművész lánya, Zilzer Gyula festő, grafikus unokanővére.

## Élete
Zilzer Antal (1860–1921) festőművész és Koch Irma (1874–1947) lánya. Már gyermekkorában korán kitűnt kézügyességével, miután plasztilinből megmintázta édesapja reliefjét. Szülei Strobl Alajos véleményét kikérve döntöttek lányuk művészi pályájára terelése mellett.  Tanulmányait 1911 és 1915 között az Országos Iparművészeti Iskola szobrász szakán folytatta, ahol Mátrai Lajos, Udvary Géza és Ligeti Miklós tanítványa volt. Egyedi hangvételű, kedves mesefigurákat és főként szakrális munkákat készített. Rendszeresen kiállító művész volt, munkáival szerepelt a Műcsarnok és az Országos Iparművészeti Társaság hazai, illetve nemzetközi kiállításain. 1924-ben a Nemzeti Szalonban volt gyűjteményes kiállítása.
Sírja Budapesten a Kozma utcai izraelita temetőben található.